# أولاد عبد الواحد (قصر ثوي منيح عين الشواطر)
أولاد عبد الواحد هو دُوَّار يقع بجماعة عين الشواطر، إقليم فكيك، جهة الشرق في المملكة المغربية. ينتمي الدوّار لمشيخة قصر ثوي منيح عين الشواطر التي تضم 4 دواوير. يقدر عدد سكانه بـ 138 نسمة حسب الإحصاء الرسمي للسكان والسكنى لسنة 2004.

## روابط خارجية
- البوابة الوطنية للجماعات الترابية
- المندوبية السامية للتخطيط